# Vesvres-sous-Chalancey
Vesvres-sous-Chalancey ist eine französische Gemeinde mit 47 Einwohnern (Stand 1. Januar 2022) im Département Haute-Marne in der Region Grand Est. Sie gehört zum Kanton Villegusien-le-Lac und zum Arrondissement Langres. 

## Lage
Sie ist umgeben von folgenden Nachbargemeinden:
| Vaillant  |                                             |                 |
|           | Kompassrose, die auf Nachbargemeinden zeigt | Le Val-d’Esnoms |
| Chalancey | Vernois-lès-Vesvres (Département Côte-d’Or) |                 |

## Bevölkerungsentwicklung
| Jahr                       | 1793 | 1831 | 1872 | 1921 | 1946 | 1962 | 1982 | 1999 | 2019 |
| -------------------------- | ---- | ---- | ---- | ---- | ---- | ---- | ---- | ---- | ---- |
| Einwohner                  | 133  | 214  | 159  | 94   | 102  | 117  | 82   | 53   | 46   |
| Quellen: Cassini und INSEE |      |      |      |      |      |      |      |      |      |

## Sehenswürdigkeiten
Mit dem Bau der kleinen Église de la Sainte-Trinité (Dreifaltigkeitskirche) wurde im 13. Jahrhundert begonnen. Das heutige Gewölbe und die Stützen des Chors wurden Ende des 15. Jahrhunderts/Anfang des 16. Jahrhunderts ergänzt und im 19. Jahrhundert folgte noch der Glockenturm. Am Dorfeingang an der Départementsstraße 296 befindet sich ein monumentales Steinkreuz aus dem 16. Jahrhundert, das seit dem 11. Juli 1973 als Monument Historique registriert ist.